# Chichén Itzá

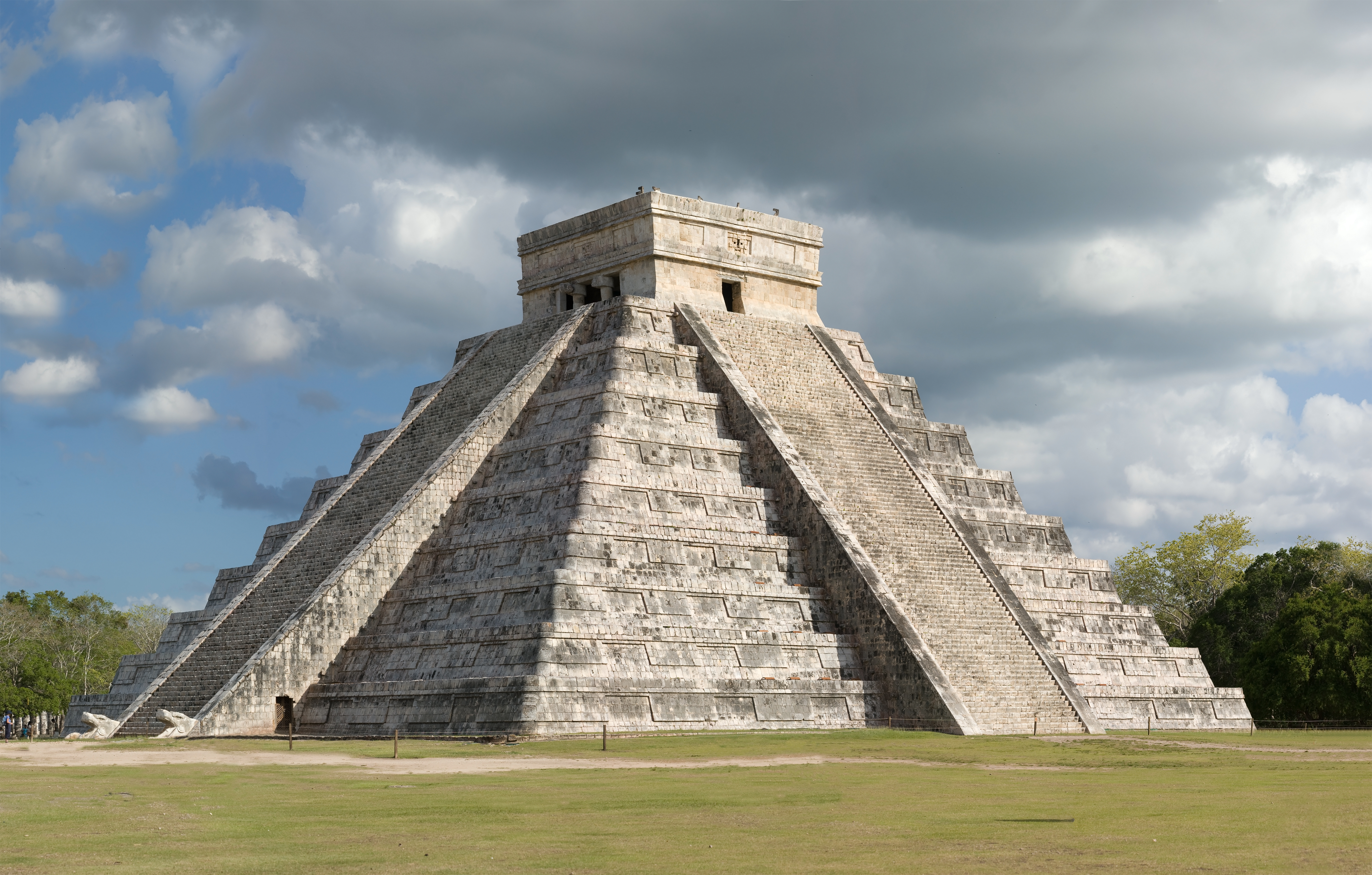
Slottet (El Castillo), även känd som Kukulkan-pyramiden.

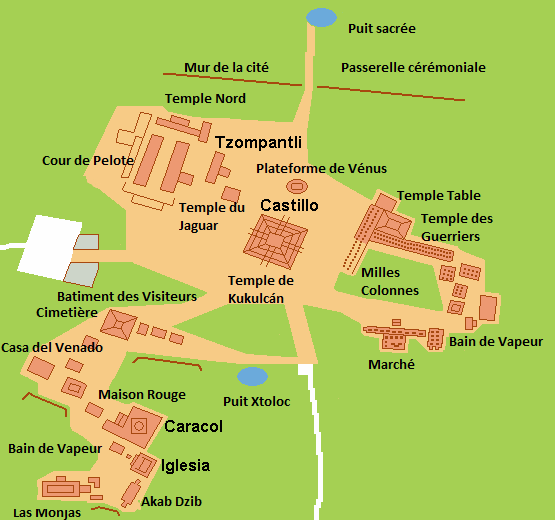
Karta över Chichén Itzá.

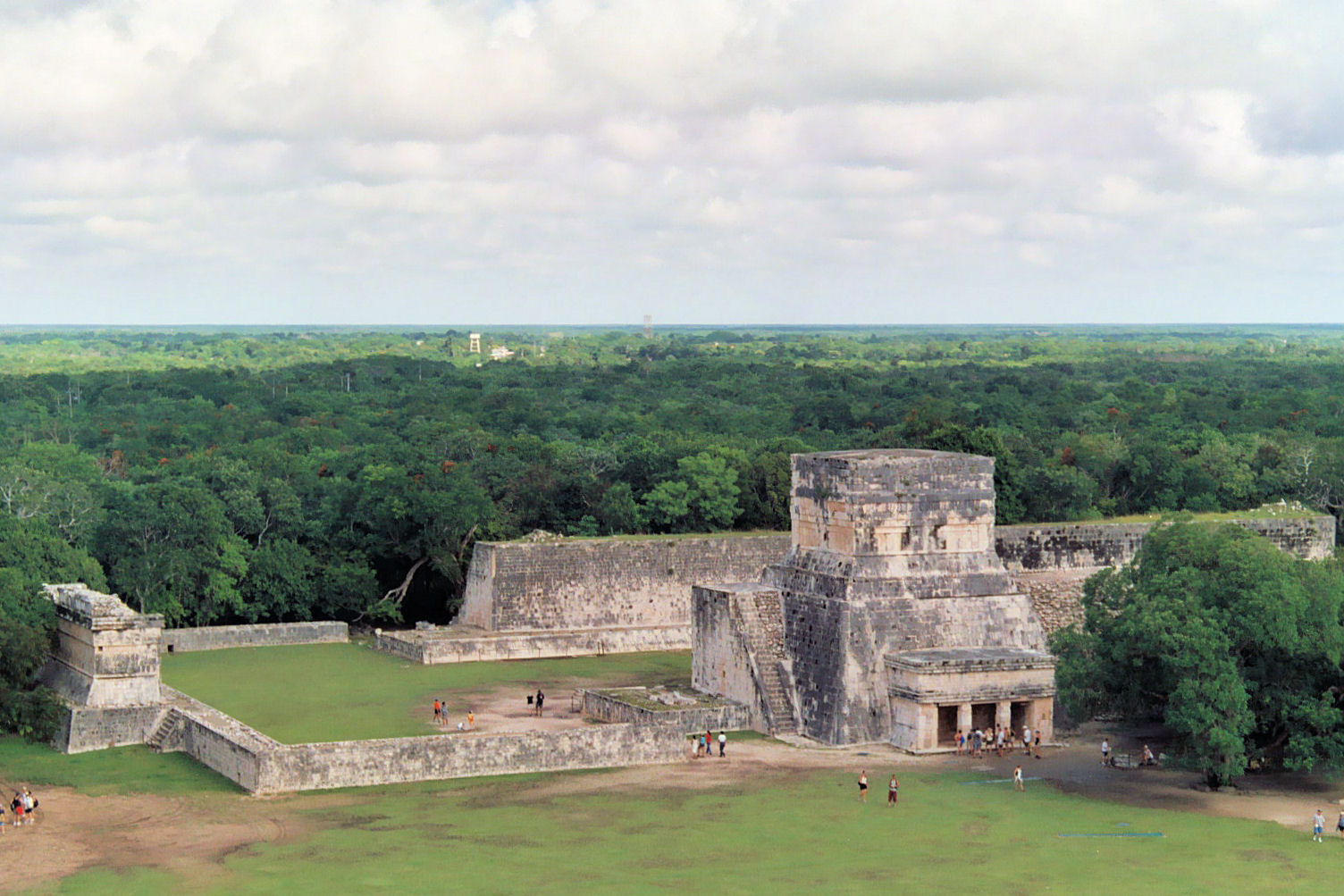
Bollplanen.

Chichén Itzá är en övergiven stad från mayakulturen, belägen i sydöstra Mexiko cirka 190 km sydväst om Cancun på norra Yucatánhalvön. Den är sedan slutet av 1800-talet föremål för arkeologiska utgrävningar och en av mayakulturens mest kända ruinstäder. Platsen upptogs 1988 på Unescos världsarvslista, och den 7 juli 2007 blev den utsedd till ett av världens sju nya underverk.

## Historia
Staden bär spår av olika kulturepoker, en maya- och en itzá-epok. Staden var betydande redan under klassisk mayansk tid, cirka 500–900. På 900-talet invaderades den av itzáfolket. Stadens namn kommer av orden chi ('mynning'), chen ('källor') och Itzà (efter itzáfolket). Källorna ifråga är de slukhål (cenote) som är de enda vattenkällorna i denna karstregion.
Chichén Itzás storhetstid slutade omkring 1400. Ruinerna av staden påträffades i djungeln på 1800-talet, och sedan dess har flera tempel delvis restaurerats – inklusive det ståtliga Krigarnas tempel, ett pyramidtempel med omgivande kolonnader. Man kan här även beskåda ett flertal reliefer som framställer  Kukulkan, den befjädrade ormen (identisk med aztekernas Quetzalcóatl).
Längs kanten på Kukulkan-pyramiden kan man vid vårdagjämningen och höstdagjämningen beskåda det märkliga skådespelet, att guden kommer krälande ned från himlen och fortsätter i riktning mot en cenote, där offerceremonier var brukliga. Detta skådespel skapas genom att ljuset faller på ett sätt som formar en ormliknande skugga längs med kanten på pyramidens norra del, och avslutas i det ormhuvud som pryder kanten längst ner. Denna trappa pekar rakt mot den heliga cenoten.

## Byggnader och platser
Mycket av arkitekturen i Chichén Itzá är fortfarande bevarad eller restaurerad. Bland de framstående byggnaderna och platserna kan nämnas:
- Bollplanen (spanska: Juego de Pelota), en stor arena för bollspel med en stor åskådarläktare, cirka 166 x 68[2] meter stor; den största historiska bollplanen i någon del av Amerika. Bredvid finns även en Tzompantli, en sorts hylla för uppvising av skallar.
- Slottet (El Castillo[2]), troligen den mest kända byggnaden. Den har en höjd på 24 meter,[2] 9 terrasser (som representerar de 9 himlavärldarna i mayatron), och 365 trappsteg till toppen där templet tillägnad Kukulkan ligger. Byggnaden är även känd som Kukulcán-pyramiden[3] eller -templet.
- Krigarnas tempel[1] (Templo de los Guerreros), rikligt dekorerad med ansiktsmasker. Vid slutet på trappan som leder mot toppen finns en altare tillägnad guden Chac Mool.
- Tusen kolonner[2] (Mil Columnas), ett stort torg omgivet av flera långa kolonnader.
- Benhuset (Osario), en pyramidformad gravbyggnad för översteprästen.
- Observatoriet (Caracol, egentligen "Snäckan"[2]), en observatoriebyggnad med det karakteristiska snäcktornet.
- Kyrkan (La Iglesia), ett litet tempel dekorerat med ansiktsmasker tillägnat guden Chaac.
- Nunnehusen (Casa de las Monjas[2]), egentligen förvaltningsbyggnader.
- Huset med de dolda skrifterna (Akabtzib[2]), ett palats med hieroglyfiska inskriptioner.